# Hysterionica pinifolia
Hysterionica pinifolia là một loài thực vật có hoa trong họ Cúc. Loài này được (Poir.) Baker mô tả khoa học đầu tiên năm 1882.